# Coscollet
Coscollet är ett berg i Spanien.   Det ligger i provinsen Província de Lleida och regionen Katalonien, i den nordöstra delen av landet, 500 km öster om huvudstaden Madrid. Toppen på Coscollet är 1 598 meter över havet, eller 427 meter över den omgivande terrängen. Bredden vid basen är 7,8 km.
Terrängen runt Coscollet är kuperad åt sydväst, men åt nordost är den bergig. Runt Coscollet är det glesbefolkat, med 9 invånare per kvadratkilometer. Närmaste större samhälle är Oliana, 6,3 km sydost om Coscollet. 